# Nationellt Motstånd
Nationellt Motstånd är en nazistisk tidning i magasinformat utgiven av Svenska motståndsrörelsen sedan 2003. Tidningen innehåller till skillnad från organisationens tidigare tabloidtidning Folktribunen inga nyheter. Innehållet i Nationellt Motstånd präglas av rasism, antisemitism, historiska tillbakablickar och svensk kultur ur en nationalsocialistisk synvinkel. Klas Lund var redaktör 2003-2007. Numera är Fredrik Vejdeland tidningens redaktör. Bland skribenterna finns Henrik Pihlström, Pär Öberg och Paulina Forslund.